# Дельта Юкону—Кускоквіму
61°22′00″ пн. ш. 163°43′01″ зх. д. / 61.3667° пн. ш. 163.717° зх. д.

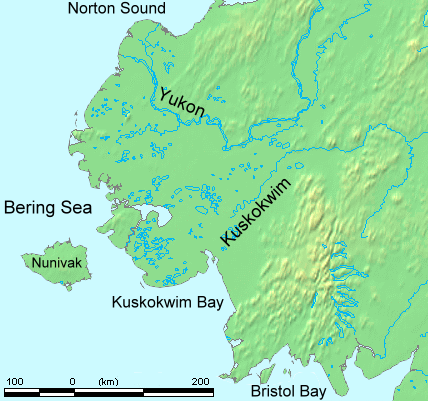
Карта рельєфу дельти

Дельта Юкону—Кускоквіму (англ. Yukon–Kuskokwim Delta) — велика річкова дельта на західному узбережжі американського штату Аляска, між впадінням річок Юкон на півночі (затока Нортон) та Кускоквім на півдні (затока Кускоквім) до вод Берингова моря. Загальна площа дельти становить приблизно 129,5 тис. км², це одна з найбільших річкових дельт у світі. Наприклад, площа дельти Міссісіпі 32,4-122,0 тис. км², а вся площа американського штату Луїзіана, де знаходиться дельта Міссісіпі, трохи більша за площу дельти Юкону — 135,7 тис. км². Живлення річок переважно снігове (Sx), переважає (менше 50 %) літній (ey) сезонний розподіл стоку.

## Клімат
Дельта Юкону-Кускоквіму лежить у субполярному кліматичному поясі. Влітку переважають помірні повітряні маси, взимку — полярні. Чітко відстежується сезонна зміна переважаючих вітрів. Досить великі річні амплітуди температури повітря, прохолодне сире літо з туманами на узбережжях, вітряна волога зима. Зона утворення багаторічної мерзлоти, на водоймах крига (на річках влітку може зберігатись у вигляді полію).

## Рослинність і ґрунти
Рослинний покрив дельти представлений заболоченою тундрою.

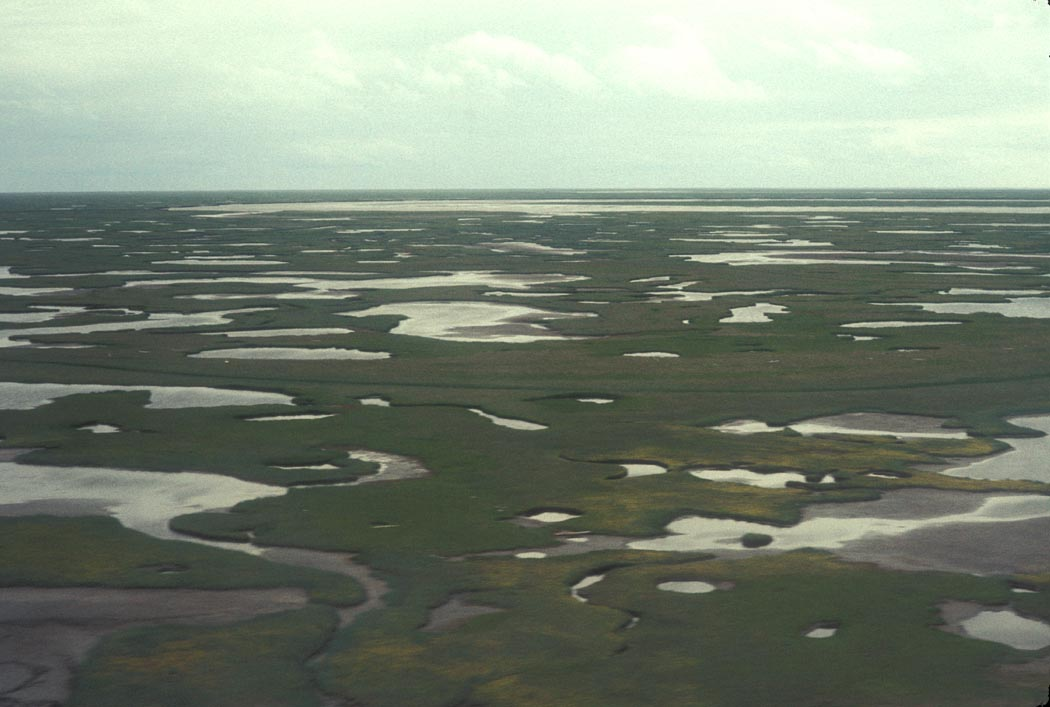
Тундра дельти влітку з висоти пташиного польоту
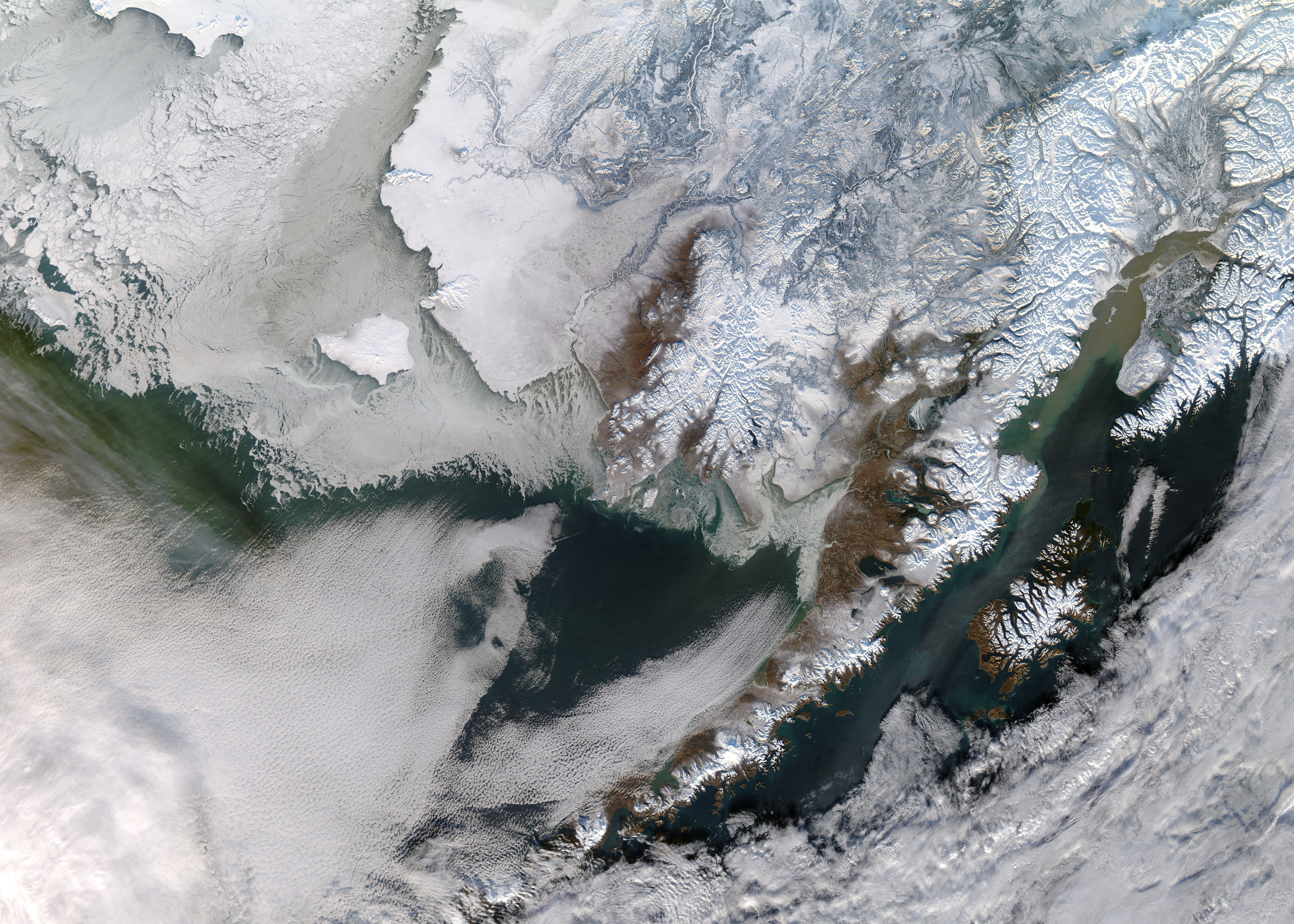
Супутниковий знімок дельти взимку
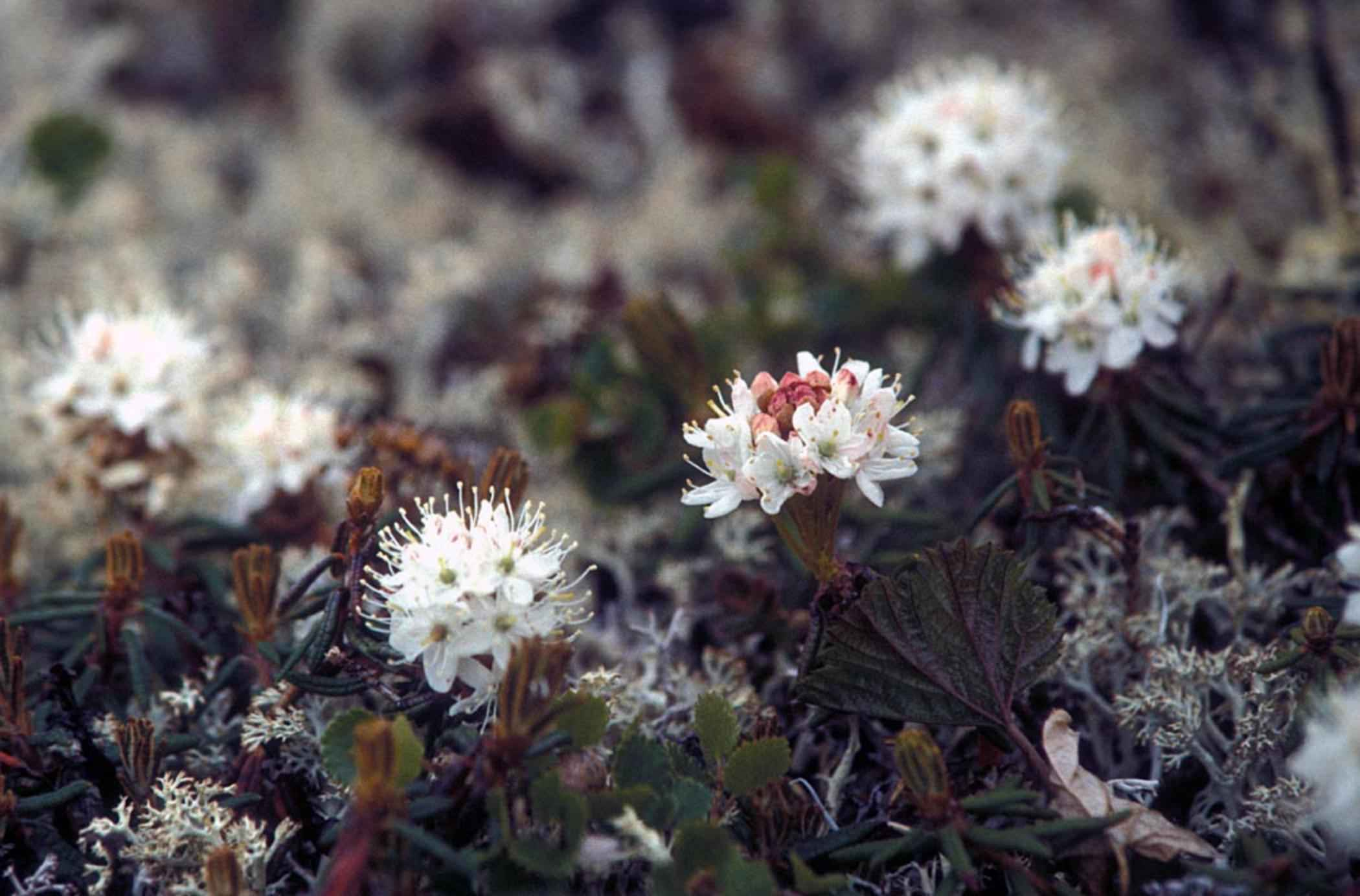
Квіти багна звичайного
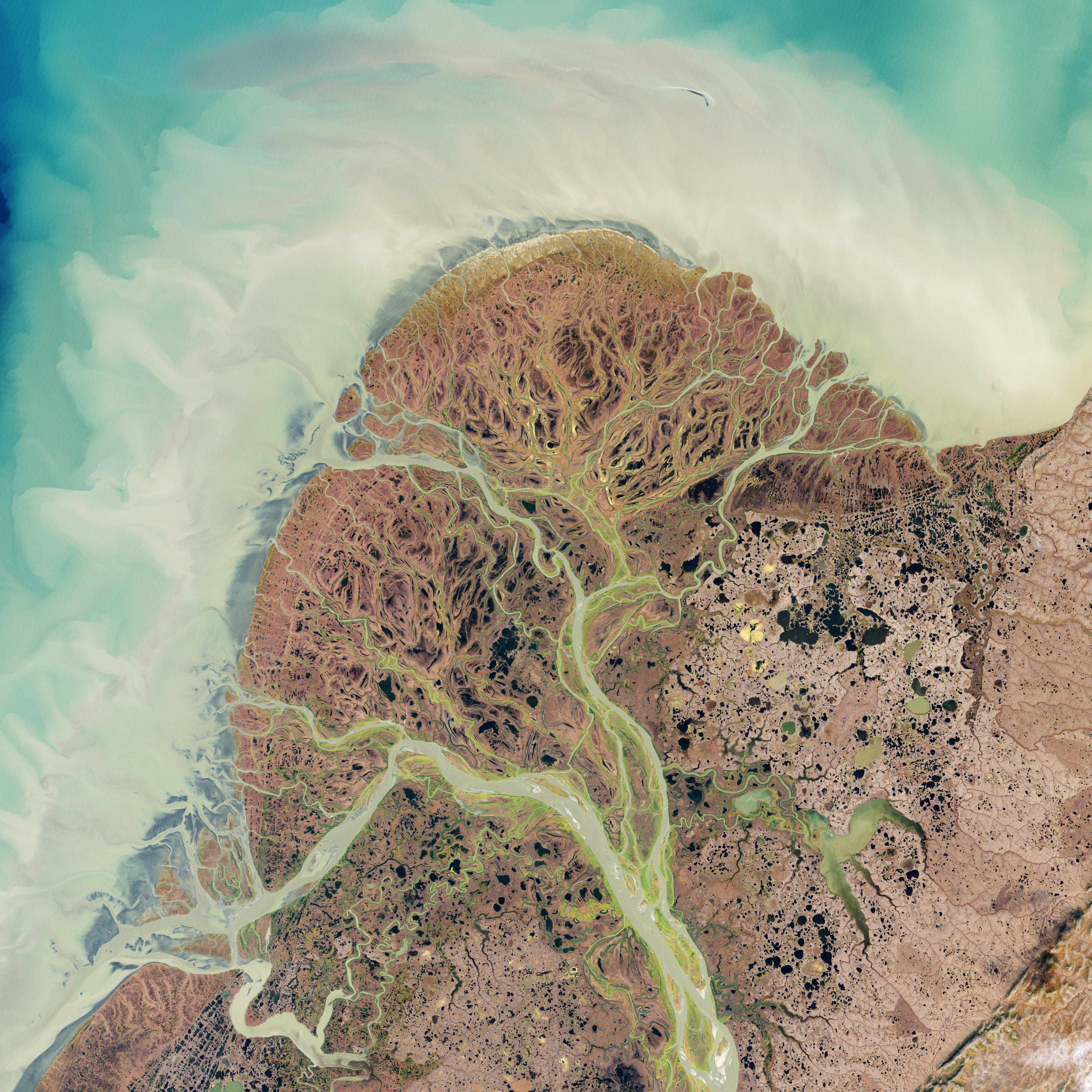
Супутниковий знімок, 2002 рік, природні кольори
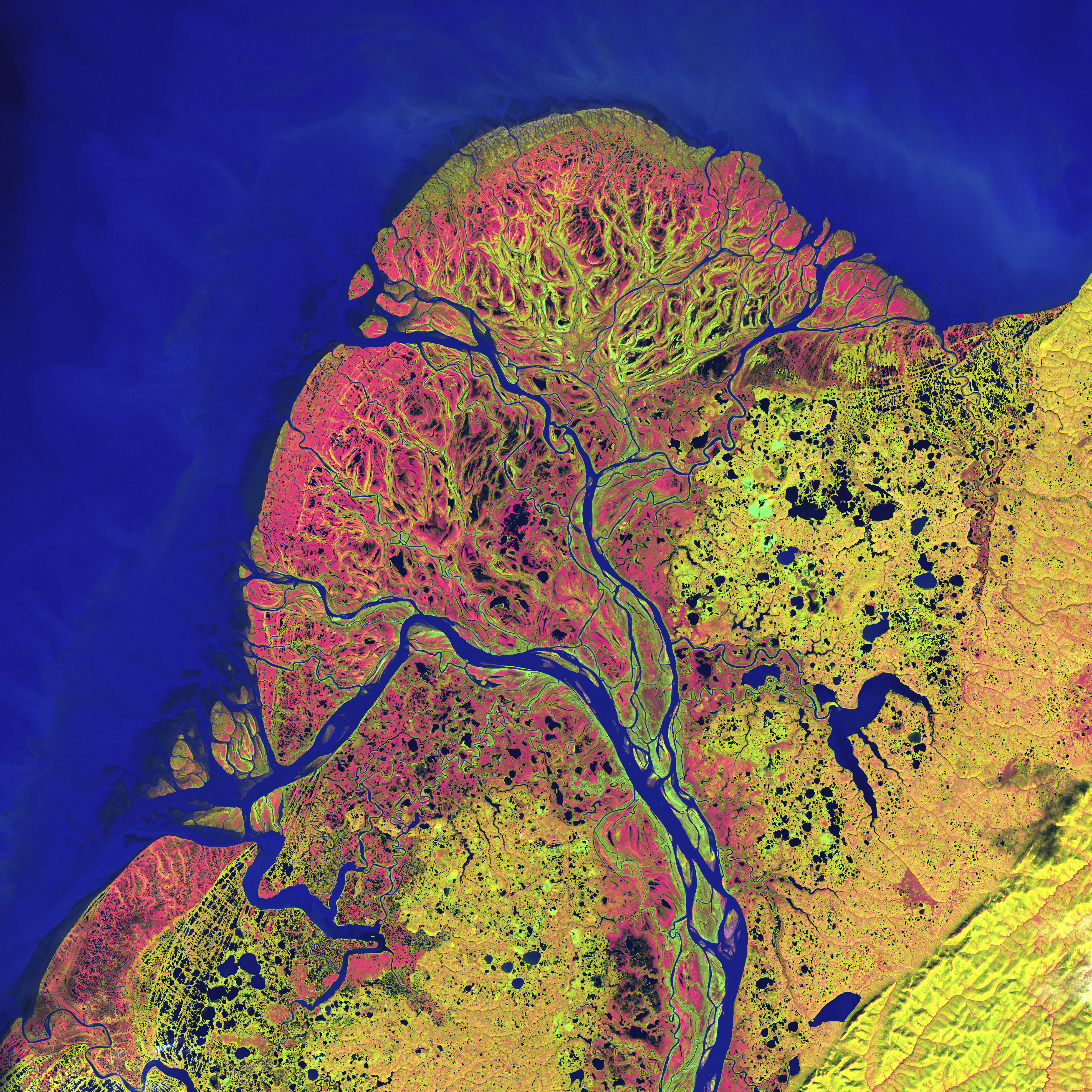
Супутниковий знімок дельти, 2002 рік, штучні кольори
Супутниковий знімок, 2017 рік, природні кольори

## Тваринний світ
Розлога територія дельти Юкону багате та продуктивне середовище, що здатне підтримувати одну з найбільших популяцій водних птахів у світі. На водоймах дельти щорічно гніздиться більше 1 млн качок (Anas) та 0,5 млн гусок (Anser). Відстежуються великі сезонні концентрації шилохвостів (Anas acuta), гагар (Gavia), пірникозів (Podicipedidae), лебедів (Cygnus) і журавлів (Grus). З ссавців тут мешкають ондатра (Ondatra zibethicus), калан (Enhydra lutris), ведмідь барибал (Ursus americanus), бурий (Ursus arctos) і білий (Ursus maritimus), вівцебик (Ovibos moschatus), лось (Alces), койот (Canis latrans), канадський підвид рисі (Lynx), бобер (Castor), два види лисиці (Vulpes) та вовк (Canis lupus). Через територію дельти двічі на рік мігрує 150 тис. стадо карибу (Porcupine caribou).

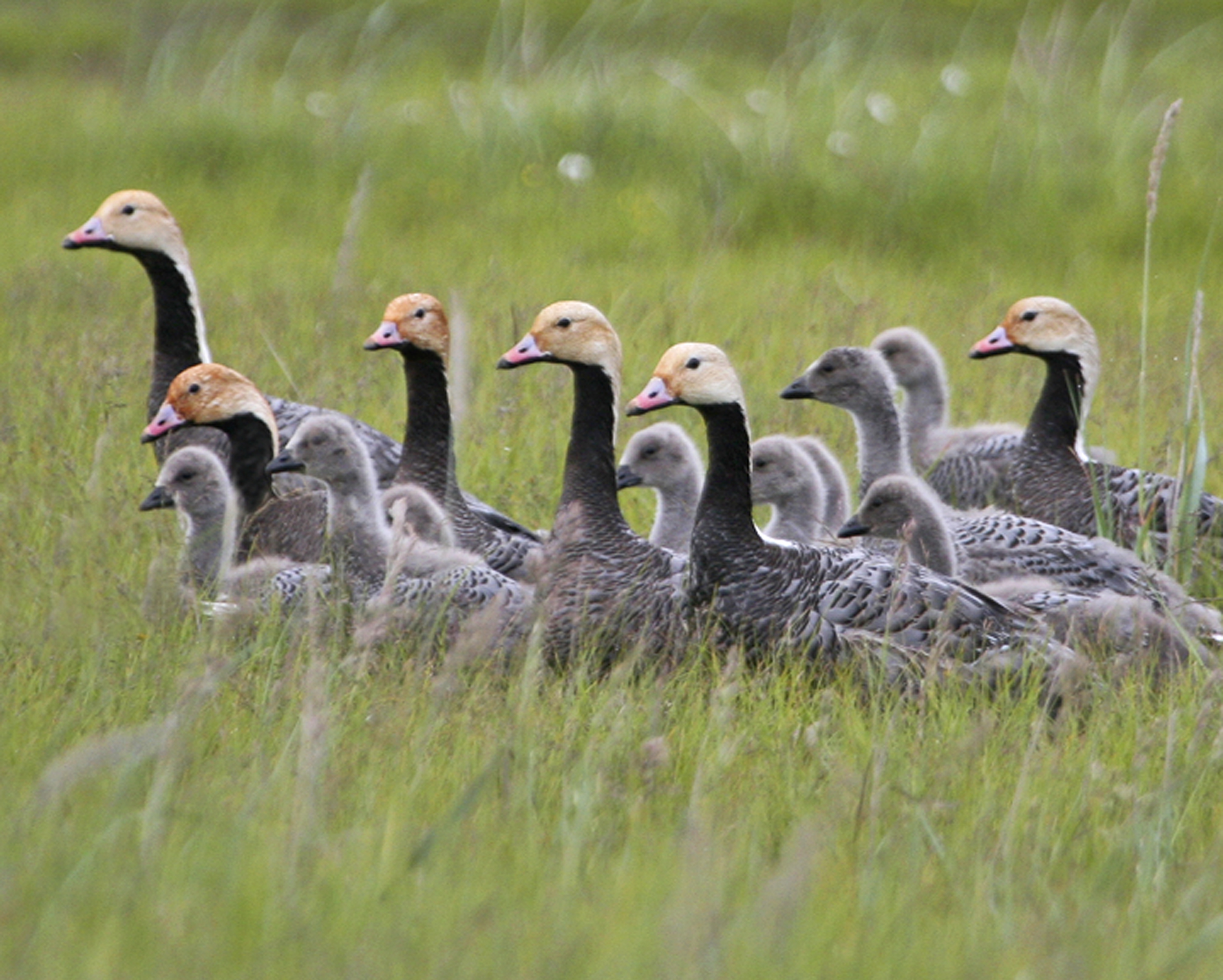
Імператорська гуска з виводком
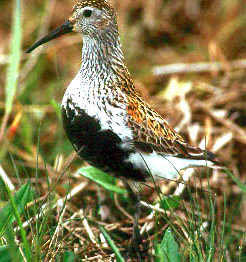
Побережник чорногрудий
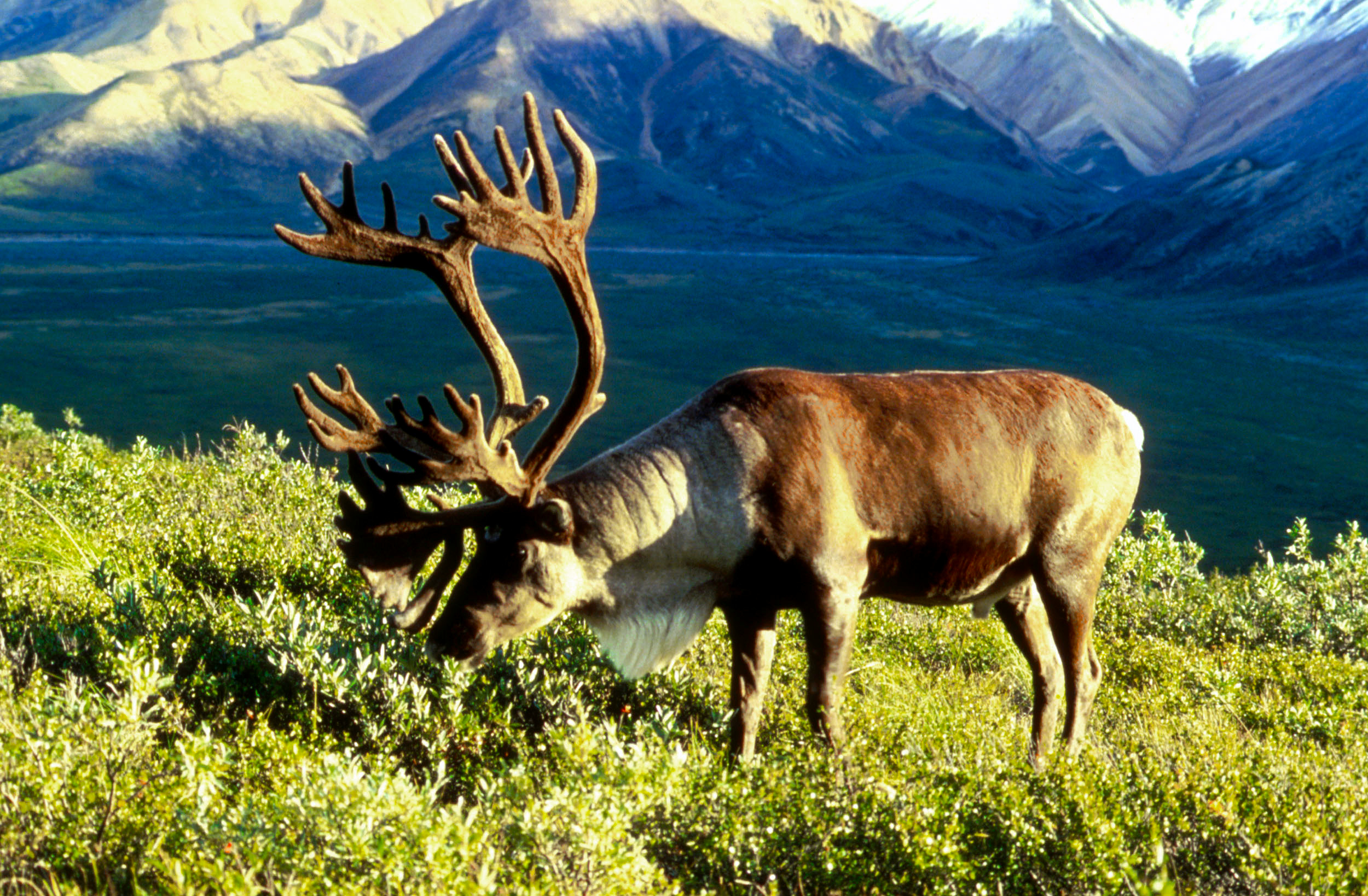
Карибу
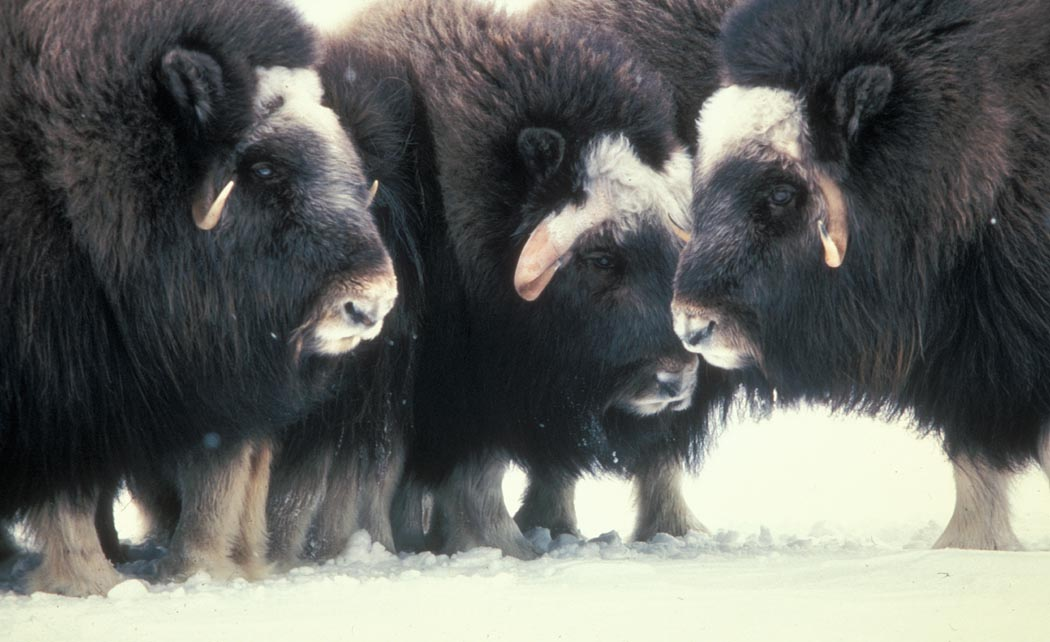
Вівцебики
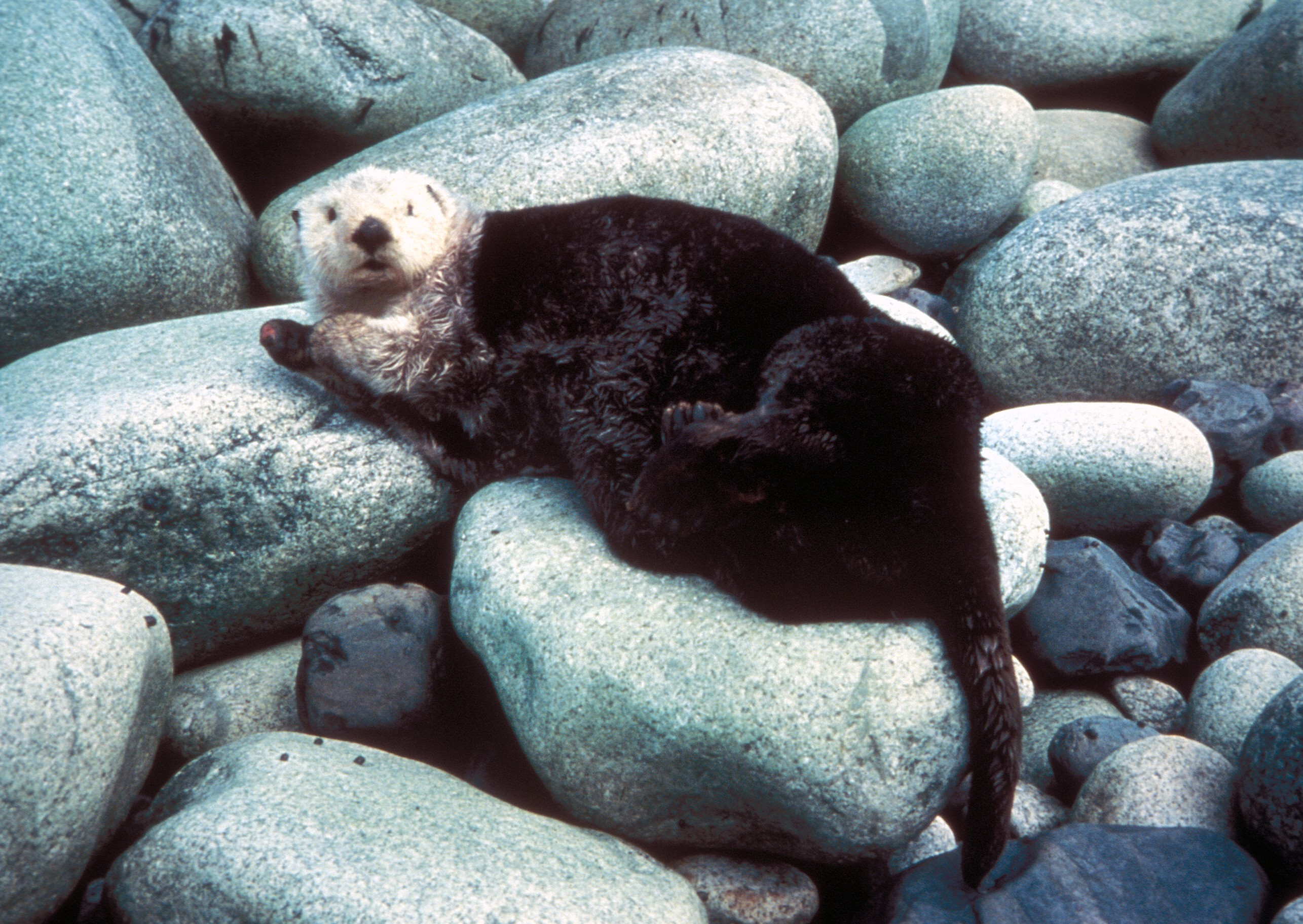
Калан

У навколишніх водах Берингового моря водяться моржі (Odobenus rosmarus), тюлені (Phoca) і морські свині (Phocoena phocoena), білуха (Delphinapterus leucas), сірий кит (Eschrichtius robustus) та смугач (Balaenoptera).

## Охорона природи

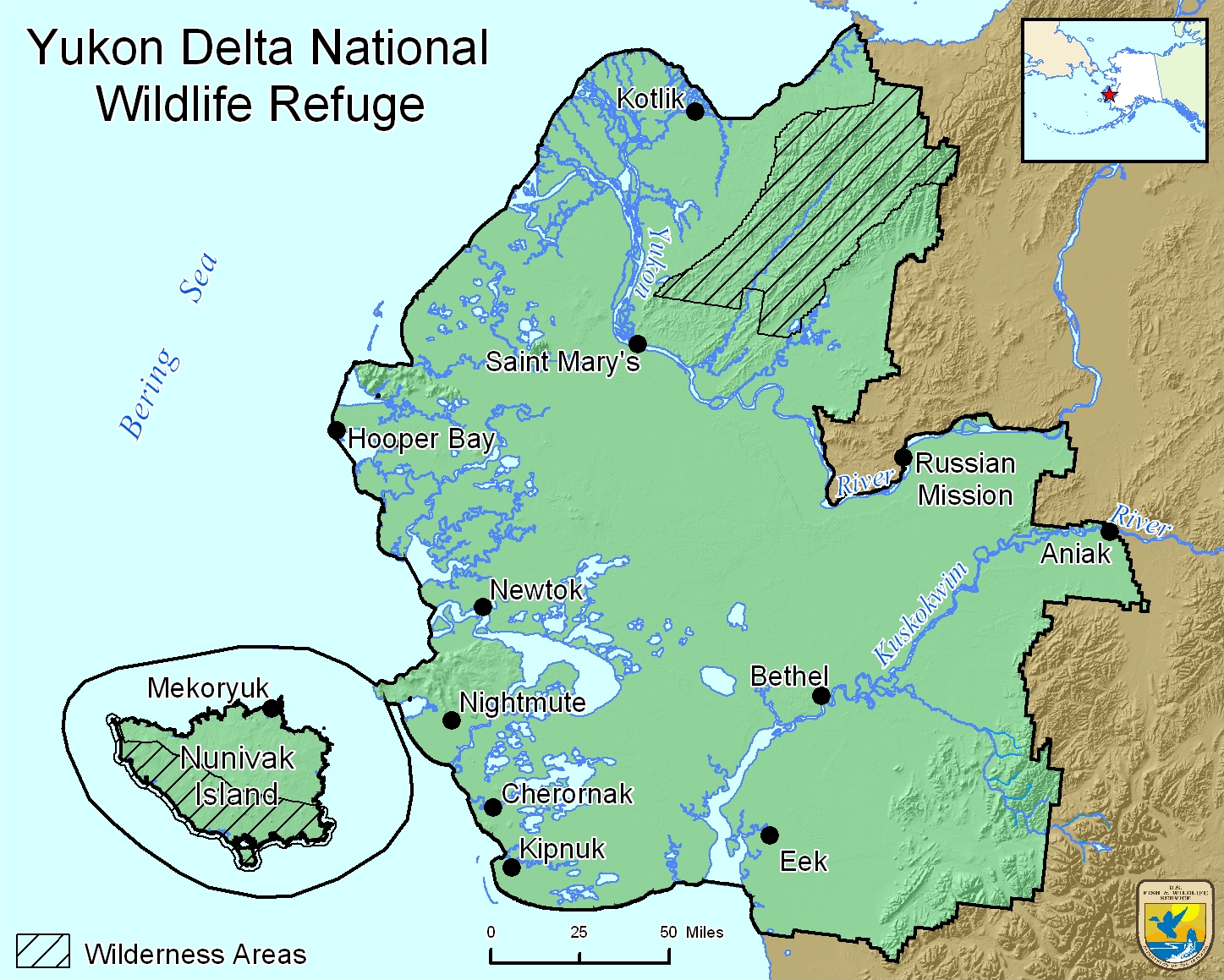
Територія національного заповідника

Територія дельти і острова Нунівак охороняється як частина Національного заповідника дельти Юкону. Заповідник було створено 2 грудня 1980 року на площі 77,5 тис. км² Актом про збереження земель Аляски (англ. Alaska National Interest Lands Conservation Act; ANILCA) президента Джиммі Картера. Це другий за розмірами національний резерват в Сполучених Штатах Америки після Національного арктичного заповідника на півночі Аляски (78,1 тис. км²).

## Населення і господарство
На території дельти мешкає має близько 25 тис. жителів. 85 % населення за походженням є місцевими: ескімоси-юпік та індіанці племені атапаски. Більшість населення сконцентроване в місті Бетел (6,22 тис. жителів, станом на 2011 рік). Навколо Бетела 49 невеличких поселень, в яких проживає понад 1 тис. осіб. Більшість мешканців живуть традиційним життям і ведуть натуральне господарство, займаються полюванням, рибальством і збиральництвом. Більше 30 % населення мають річний дохід нижчий від федерального рівня бідності.
У районі практично відсутні дороги. Для зв'язку використовуються літаки та річкові судна в літній сезон, взимку — снігоходи.

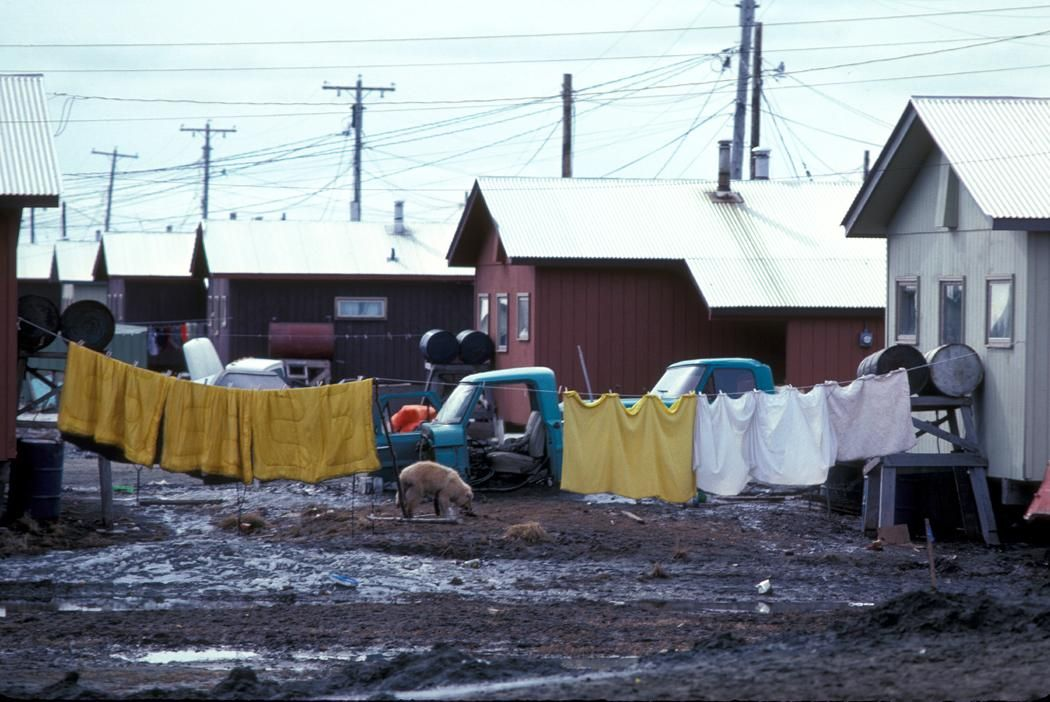
Вуличка Бетела
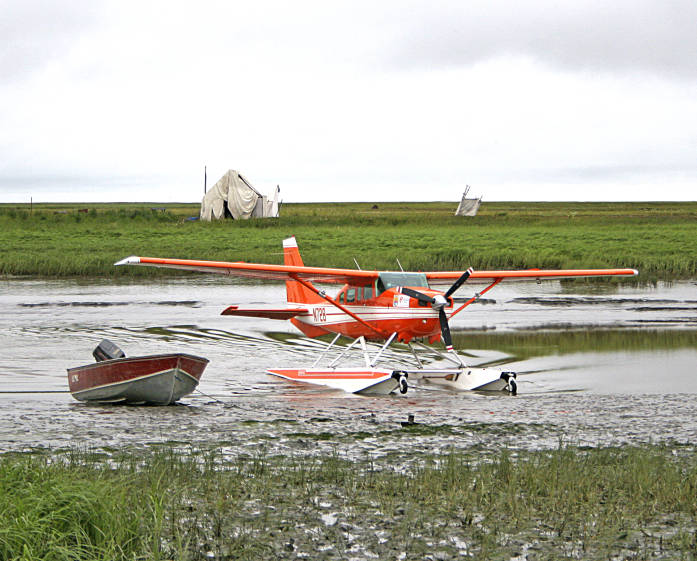
Транспорт в районі дельти
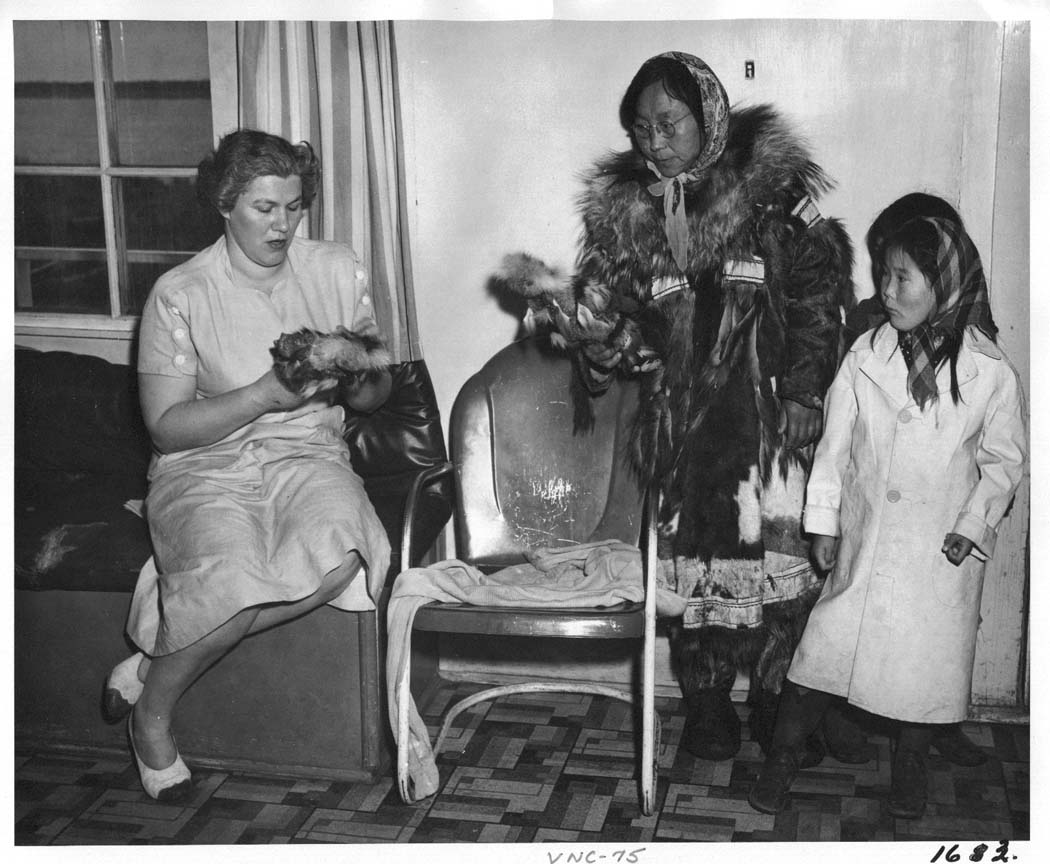
Ескімоси-юпік продають власні ляльки
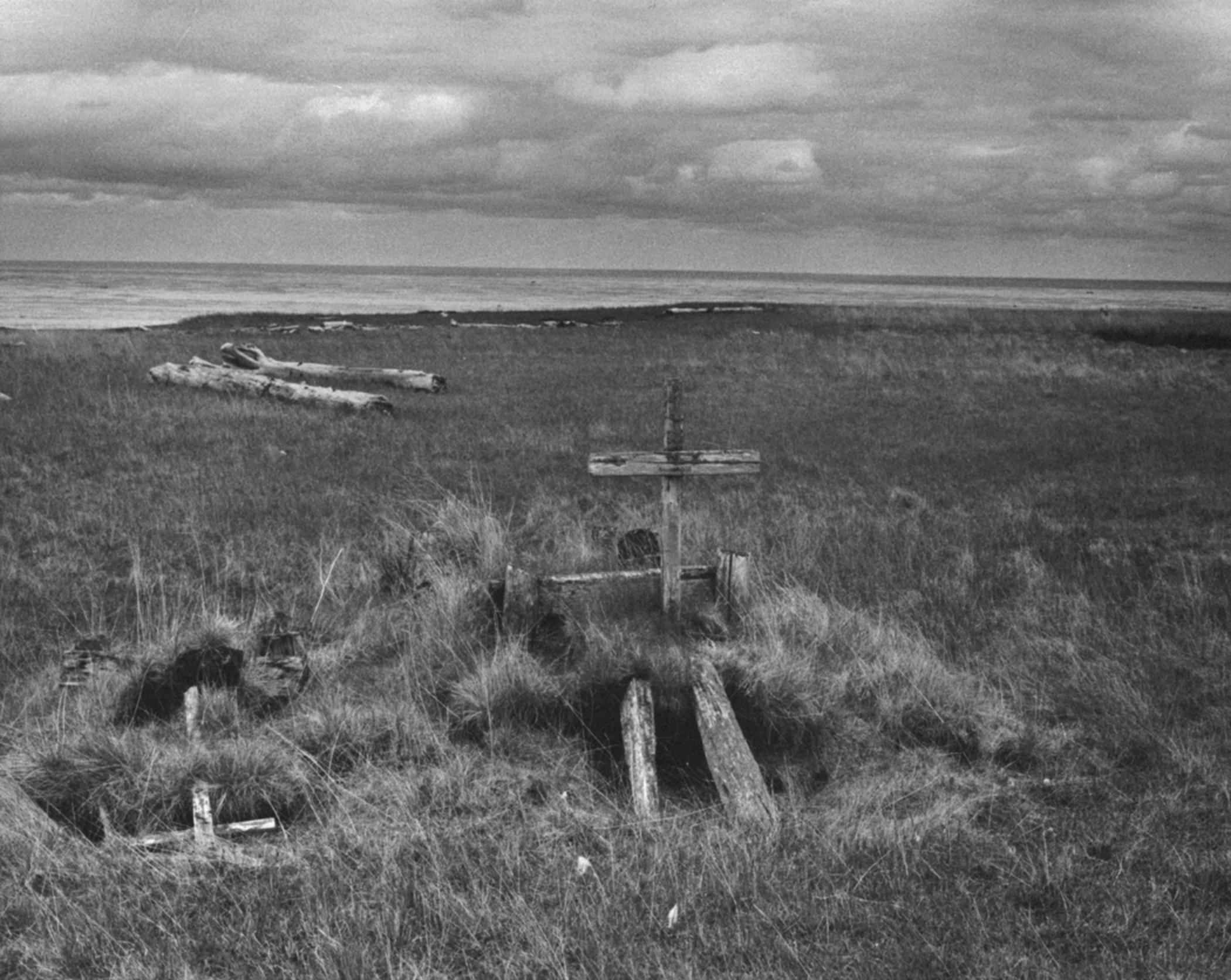
Ескімоське кладовище

У Бетелі створена і діє виправна колонія району Юкон-Кускоквім виправного департаменту штату Аляска.

### Українською
- Атлас світу / голов. ред. І. С. Руденко ; зав. ред. В. В. Радченко ; відп. ред. О. В. Вакуленко. — К. : ДНВП «Картографія», 2005. — 336 с. — ISBN 9666315467.
- Атлас. 7 клас. Географія материків і океанів / Укладачі О. Я. Скуратович, Н. І. Чанцева. — К. : ДНВП «Картографія», 2014.

### Російською
- (рос.) Физико-географический атлас мира. — М. : Академия наук СССР и Главное управление геодезии и картографии ГГК СССР, 1964. — 298 с.